# Czegrane
Czegrane (mac. Чегране) – wieś w Macedonii Północnej; niedaleko Gostiwaru; 12 tys. mieszkańców (2006).